# Konzeptstreife
Als Konzeptstreife wird die Zusammenarbeit zwischen der Stadtpolizei und dem Ordnungsamt genannt. Sie ist aktuell ein Modellprojekt der Stadt Fulda in Hessen.

## Entwicklung
Mit der Konzeptstreife sollen den Bürgern direkte Ansprechpartner vor Ort zur Verfügung stehen und gleichzeitig die Befugnisse des Ordnungsamtes durch die Polizei gegen Rechtswidrigkeiten ausgeweitet werden. Aus Sicht des Hünfelder Bürgermeisters Eberhard Fennel ist eine hohe Verfügbarkeit der Konzeptstreife von besonderer Bedeutung, da dies von den Bürgern so erwartet wird.
Auch bei kleinen Ordnungswidrigkeiten und Delikten soll so mit der Zusammenarbeit zwischen Polizei und Ordnungskräften ein schnelleres Einschreiten möglich sein, welches für beide Organisationen separat aufgrund eingeschränkter Befugnisse in Ballungszentren schwierig sei.